# Aeroportul Capital City
Aeroportul Capital City (IATA: FFT, ICAO: KFFT, FAA LID: FFT) este un aeroport din Kentucky, Statele Unite ale Americii ce deservește zona Frankfort. Aeroportul a fost tranzitat în 2017 de 2 pasageri.
Situat la o altitudine de 246 m, aeroportul dispune de 1 pistă.

## Infrastructură

### Piste
Aeroportul dispune de o singură pistă. Pista 07/25 are suprafața de asfalt și dimensiunile 5.506 picioare × 100 picioare. 